# لوني هامارغرن
لوني لي هامارغرن (بالإنجليزية: Lonnie Lee Hammargren)‏ من مواليد 25 ديسمبر 1937 وهو سياسي أمريكي وجراح أعصاب متقاعد. اُنتخب عضواً في مجلس الحكام لنظام التعليم العالي في ولاية نيفادا من عام 1988 إلى عام 1994؛ وهو الحاكم ال 31 السابق لولاية نيفادا الأمريكية، حيث عمل من 1995 إلى 1999 كعضو في الحزب الجمهوري.

## عمله

### في الطب
حصل هامارغرن على بكالوريوس الطب في عام 1971. قضى عدة سنوات كجراح في ناسا. كما أجرى عملية على الملاكم كيم دوك كو في نوفمبر 1982، بعد خسارة كيم لراي مانشيني. مات كيم دوك كو نتيجة لإصاباته في المعركة.
تخلى هامارغرن عن عملية جراحية في عام 2005، عندما تم رفع تكلفة التأمين على سوء الممارسة إلى 275,000 دولار في السنة في عام 2009 كجزء من تسوية سوء الممارسة الطبية، وافق على التخلي عن الجراحة بشكل دائم، على الرغم من أنه احتفظ برخصته الطبية.

### في السياسة
- من عام 1988 إلى عام 1994، كان هامارغرن عضوا في مجلس ريجنتس لنظام التعليم العالي في ولاية نيفادا.[7]
- من عام 1995إلى عام 1999 كان هامارغرن حاكم ولاية نيفادا. وخسر عرضه الانتخابي في الانتخابات التمهيدية لهذا المنصب مرة أخرى في عام 2006.[6]
- في ام 2008 كان هامارغرن القنصل الفخري لبليز.[8]

## حياته الشخصية
بنى هامارغرن منزله «كاستيلو ديل سول» في عام 1969.ومنذ ذلك الحين أصبح متحف فيغاس القديم. عادة ما يكون المنزل مفتوحاً للجولات في ولاية نيفادا. وقد تم عرض منزله على قناة فيغاس فيب للمنازل.
في 18 ديسمبر 2016، ظهر هامارغرن في حلقة من الحائزين على سلسلة A & E. في الحلقة، تم الكشف عن أن هامرغرين أنفق ما يقدر بنحو 10 ملايين دولار على مجموعاته وكان مداناً بـ 750,000 دولار. باع بعض البنود في المزاد للحصول على مكاسب صافية تبلغ 4000 دولار، والتي كان يخطط لاستخدامها لكتابة سيرته الذاتية. كان هامارغرين يعاني من اضطراب الشخصية النرجسية.

## وصلات خارجية
- لوني هامارغرن على موقع IMDb (الإنجليزية)

| المناصب السياسية | المناصب السياسية                                   | المناصب السياسية |
| ---------------- | -------------------------------------------------- | ---------------- |
| سبقه سو واغنر    | نائب حاكم ولاية نيفادا 2 يناير 1995 - 4 يناير 1999 | تبعه لورين هانت  |